# Ipomoea baalan
Ipomoea baalan är en vindeväxtart som beskrevs av Montr. Ipomoea baalan ingår i släktet praktvindor, och familjen vindeväxter. Inga underarter finns listade i Catalogue of Life.